# Jesse B. Oldendorf
Jesse B. Oldendorf (n.16 februarie 1887 - d.27 aprilie 1974) a fost amiral al Marinei Militare americane faimos pentru faptul că în timpul celui de-Al doilea război mondial în Bătălia din Golful Leyte a învins forțele japoneze. 
Era de asemenea comandant al forțelor americane în Bătălia din Caraibe.
Bătălii la care a participat:

- Revoluția Mexicană
- Primul Război Mondial
- Campania submarinelor în Atlantic(WW I)
- Bătălia Atlanticului (al Doilea Război Mondial)
- Bătălia din Caraibe
- Bătălia din Insulele Marshall
- Campania din insulele Mariane și Palau
- Bătălia din Golful Leyte
- Invazia golfului Lingayen
- Bătălia de la Okinawa
- Ocupația Japoniei